# Ровинский, Иван Прокофьевич
Иван Прокофьевич Ровинский — мелитопольский городской голова в 1878—1890 годах.

## Биография
Иван Ровинский принял участие в первых выборах в Мелитопольскую городскую думу весной 1873 года, и был избран одним из 42 гласных, получив 14 голосов «за» и 12 «против». В то время он имел чин коллежского секретаря.
В 1878 году умер мелитопольский городской голова Иван Иванович Куликовский, и Иван Ровинский стал новым городским головой. На выборах 28 января 1882 года соперником Ивана Ровинского был Никон Климович Короткий, и большинством голосов Ровинский был переизбран на второй срок. 
10 декабря 1885 года Мелитопольская городская дума избрала коллежского секретаря Ивана Ровинского Городским головой на третий четырехлетний срок, и 7 января 1886 года таврический губернатор официально утвердил его в должности. 
По окончании третьего срока, Иван Ровинский отказался от должности 20 сентября 1890 года, на заседании городской думы. Новым городским головой был избран Иван Егорович Черников.
В 1906 году мелитопольским городским головой был избран Леонид Иванович Ровинский, — вероятно, сын Ивана Прокофьевича.